# إل بوزويلو
بلدية إل بوزويلو (بالإسبانية: El Pozuelo)، هي إحدى بلديات مقاطعة قونكة إحدى مقاطعات إسبانيا، والتي تقع في منطقة قشتالة لا منتشا وسط البلاد، والمائلة لجهة الشرق من إسبانيا.
يبلغ عدد سكانها 106 نسمة وفقاً لإحصائية سنة (2007).